# Myschyn
Myschyn (ukrainisch Мишин; russisch Мышин Myschin, polnisch Myszyn) ist ein Dorf in der ukrainischen Oblast Iwano-Frankiwsk mit etwa 2700 Einwohnern (2021).

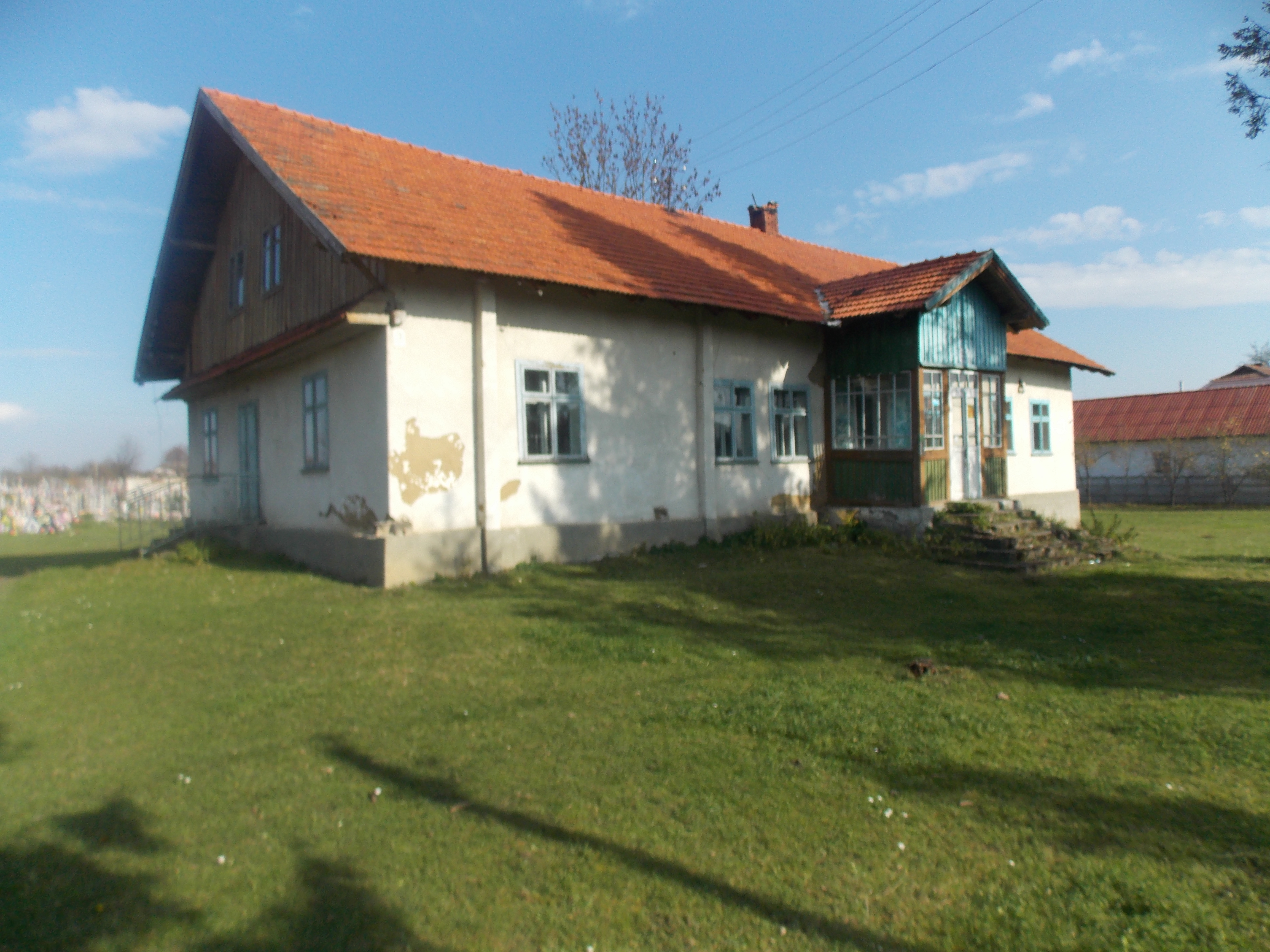
Haus von Jossafat Kobrynskyj

Das 1416 als neu gegründetes, erstmals schriftlich erwähnte Dorf, eine weitere Quelle nennt das Jahr 1373, liegt auf einer Höhe von 340 m an beiden Ufern der Ljutschka (Лючка), einem 42 km langen, linken Nebenfluss des Pruth-Zuflusses Pistynka (Пістинька), 8 km südlich vom Gemeindezentrum Nyschnij Werbisch, 11 km südwestlich vom Rajonzentrum Kolomyja und 67 km südlich vom Oblastzentrum Iwano-Frankiwsk.
Durch das Dorf verläuft die Regionalstraße P–24.
Am 12. September 2016 wurde das Dorf ein Teil neu gegründeten Landgemeinde Nyschnij Werbisch, bis dahin bildete es die Landratsgemeinde Myschyn (Мишинська сільська рада/Myschynska silska rada) im Süden des Rajons Kolomyja.

## Persönlichkeiten
Im Dorf lebte ab 1853 der ukrainische griechisch-katholische Priester, Publizist, Philanthrop, politische und kulturelle Aktivist Jossafat Kobrynskyj (Йосафат Миколайович Кобринський) der hier auch 1901 verstarb.